# Toteninsel (Die drei ???)
Die drei ??? – Toteninsel ist ein 2001 erschienener Jugendkrimi von André Marx und der 100. Band der Buchreihe Die drei ??? und damit der erste Jubiläumsband der Reihe; er besteht aus drei Teilen. Ebenfalls 2001 erschien Toteninsel zudem als 100. Folge der gleichnamigen Hörspielserie.

## Handlung

### Das Rätsel der Sphinx

#### Klappentext
Ein seltsames Rätsel und ein unbekannter Anrufer – die drei ??? haben alle Hände voll zu tun. Zunächst denkt Justus an einen Scherz, doch dann schickt der Anrufer ein Fax mit Informationen zu einer Geheimorganisation von Archäologen namens „Sphinx“. Wer – oder was – verbirgt sich hinter dem geheimnisvollen Namen?

### Das vergessene Volk

#### Klappentext
Peter kommt an Bord der „Montana“ zu sich. Das Letzte, an was er sich erinnern kann, ist Skinny Norris und dass ihn jemand betäubt hat. Aber was nun? Panik steigt in ihm auf – er ist an Bord eines Schiffes auf dem Weg nach Mikronesien – auf dem Weg nach Makatao, der Toteninsel. Während Peter gezwungen ist, sich für Skinny auszugeben und so unauffällig wie möglich zu wirken, setzen Justus und Bob alles in Bewegung, um ihrem Freund zu helfen. Mit Jelenas Hilfe finden sie heraus, dass auch der amerikanische Geheimdienst an den Geschehnissen rund um die Toteninsel beteiligt zu sein scheint. Was sollen die beiden verbliebenen Detektive tun? Eine unbekannte Frau nimmt den beiden Jungen die Entscheidung ab. Sie scheint über alles informiert zu sein und stattet Justus und Bob mit allem aus, was sie benötigen, um Peter zu retten. Währenddessen hat die Montana die Toteninsel erreicht. Dichter Urwald, ein Vulkankrater und eine unterirdische geheimnisvolle Höhle lassen den zweiten Detektiv erschaudern. Ganz auf sich allein gestellt, wird die Zeit knapp …

### Der Fluch der Gräber

#### Klappentext
Eine Bombendrohung, Raketenköpfe und den Tod vor Augen bringen nicht nur den ängstlichen Zweiten Detektiv gehörig ins Schwitzen. Makatao, die Toteninsel, entpuppt sich als eine gefährliche Falle. Ein nervenaufreibender Wettlauf mit der Zeit beginnt …

## Trivia
- Die einzelnen Kapitel des Buches sind alle nach vorherigen Fällen der drei Fragezeichen benannt.
- Viele Charaktere aus alten Geschichten der drei Fragezeichen werden am Rande erwähnt.[2]
- Tim Dünschede und Anil Kizilbuga (u. a. Die drei ??? – Erbe des Drachen, 2023) arbeiten an einer Verfilmung des Falls, die Anfang 2026 in die Kinos kommen soll und mit 600.000 € von der Filmförderungsanstalt gefördert wird.[3][4][5]